# 天津小片
天津小片，是《中国语言地图集》和《汉语官话方言研究》中冀鲁官话保唐片的一个分支，该小片分布在天津市内及周边和向东至塘沽的一些地区。代表方言是天津话。该小片西与南邻冀鲁官话保唐片定霸小片，北为北京官话，东北为保唐片蓟遵小片。
天津话在另外一些学者的研究中被视为中原官话的一个分支。

## 特征
1. 阴平读低降调。
2. 古日母字读零声母。
3. 古知系字二分，一组齿音，一组翘舌音。

第一点是保唐片中唯一具有的特点，后两点在冀鲁官话中也是较少见的。